# Grolsheim
Grolsheim è un comune di 1.222 abitanti della Renania-Palatinato, in Germania.
Appartiene al circondario (Landkreis) di Magonza-Bingen (targa MZ) ed è parte della comunità amministrativa (Verbandsgemeinde) di Sprendlingen-Gensingen.
Nel territorio comunale le acque del Wiesbach confluiscono nel fiume Nahe, affluente diretto del Reno.